# Pseudaulacaspis subcorticalis
Pseudaulacaspis subcorticalis är en insektsart som först beskrevs av Green 1905.  Pseudaulacaspis subcorticalis ingår i släktet Pseudaulacaspis och familjen pansarsköldlöss. Inga underarter finns listade i Catalogue of Life.